# Patatine fritte (serie televisiva)
Patatine fritte (Fries with That?) è una serie televisiva canadese in 52 episodi trasmessi per la prima volta nel corso di due stagioni nel 2004.
È una sitcom per ragazzi incentrata sulle vicende di un gruppo di studenti delle scuole superiori che lavorano in un locale fast food, Bulky's, di Montréal, in Canada. La sitcom segue principalmente cinque studenti e si concentra su molti temi come l'amore, la responsabilità, l'amicizia e l'onestà. Ogni personaggio ha una personalità unica. Fu annullata in patria dopo la fine della seconda stagione a causa del calo degli ascolti.

## Trama
La serie segue un gruppo di ragazzi che lavora part-time in un fast-food.

## Personaggi e interpreti
- Tess Laverriere (52 episodi), interpretata da Anne-Marie Baron, doppiata da Perla Liberatori.
- Robyn Cohen (52 episodi), interpretata da Stéfanie Buxton, doppiata da Gaia Bolognesi.
- Ben Shaw (52 episodi), interpretato da Giancarlo Caltabiano, doppiato da Stefano Onofri.
- Alex (52 episodi), interpretato da Morgan Kelly, doppiato da Emiliano Coltorni.
- Pattie Johnson (51 episodi), interpretata da Jeanne Bowser, doppiata da Milvia Bonacini.
- Il principale (52 episodi), interpretato da Arthur Holden.
- Meiyan (30 episodi), interpretata da Li Li.

## Produzione
La serie, ideata da Claudio Luca, fu prodotta da Tele-Action, Inc. e girata a Montréal in Canada. Le musiche furono composte da James Gelfand.

### Registi
Tra i registi sono accreditati:
- Carl Goldstein in 11 episodi (2004)
- Giles Walker in 11 episodi (2004)
- Adam Weissman in 3 episodi (2004)

### Sceneggiatori
Tra gli sceneggiatori sono accreditati:
- Terence Bowman in 11 episodi (2004)
- Bernard Deniger in 10 episodi (2004)
- Paul Pare in 10 episodi (2004)
- Shane Simmons in 8 episodi (2004)
- Heidi Foss in 4 episodi (2004)
- Scott Faulconbridge in 3 episodi (2004)
- Alan Silberberg

## Distribuzione
La serie fu trasmessa in Canada dal 15 aprile 2004 al 18 dicembre 2004 sulla rete televisiva YTV. In Italia è stata trasmessa dal 2 settembre 2004 su RaiSat Ragazzi con il titolo Patatine fritte.
Alcune delle uscite internazionali sono state:
- in Canada il 15 aprile 2004 (Fries with That?)
- in Francia (Sur place ou à emporter?)
- in Italia (Patatine fritte)

## Episodi
| Stagione         | Episodi | Prima TV Canada | Prima TV Italia |
| ---------------- | ------- | --------------- | --------------- |
| Prima stagione   | 26      | 2004            |                 |
| Seconda stagione | 26      | 2004            |                 |